# Омбре-д'Анжу
Омбре-д'Анжу (фр. Ombrée d'Anjou) — муніципалітет у Франції, у регіоні Пеї-де-ла-Луар, департамент Мен і Луара. Омбре-д'Анжу утворено 15 грудня 2016 року шляхом злиття муніципалітетів Ла-Шапель-Юллен, Шазе-Анрі, Комбре, Грюже-л'Опіталь, Ноелле, Пуансе, Ла-Прев'єр, Сен-Мішель-е-Шанво, Ле-Трамбле i Вергонн. Адміністративним центром муніципалітету є Пуансе. Населення — 8859 осіб (01.01.2021).